# Second Honeymoon
Second Honeymoon est un film américain réalisé par Phil Rosen et sorti en 1930.

## Synopsis
Mary Huntley, lassée par sa vie conjugale, est sur le point de quitter son mari, Jim. Elle se tourne vers l'ami de son mari, le major Ashbrook, qui conçoit un stratagème pour essayer de la faire revenir vers son mari. Il la persuade de l'accompagner dans une cabane de montagne isolée où un faux cambriolage doit avoir lieu. Ashbrook prévoit alors de partir en courant, laissant Mary se débrouiller seule jusqu'à ce que son mari vienne la sauver.

## Fiche technique
- Réalisation : Phil Rosen
- Scénario : Harry O. Hoyt d'après le roman Second Honymoon paru en 1921[1]
- Producteur : Trem Carr
- Production : Continental Talking Pictures
- Photographie : Herbert Kirkpatrick
- Montage : Charles J. Hunt
- Genre : Comédie dramatique[2]
- Son : partiellement sonore, musique avec effets sonores RCA Vitaphone[2]
- Durée : 60 minutes
- Date de sortie : septembre 1930

## Distribution
- Josephine Dunn : Mary Huntley
- Edward Earle : Jim Huntley
- Ernest Hilliard : Major Ashbrook
- Bernice Elliott : Edith
- Fern Emmett : la domestique
- Harry Allen : le shérif
- Henry Roquemore : le shérif-adjoint
- Jules Cowles : Joe, le serviteur